# Liste der denkmalgeschützten Objekte in Kokašice
Grundlage dieser Liste der denkmalgeschützten Objekte in Kokašice ist die ÚSKP-Liste (Ústřední seznam kulturních památek České republiky, deutsch Zentrale Liste der Kulturdenkmäler der Tschechischen Republik), die von der tschechischen Denkmalschutzbehörde NPÚ (Národní památkový ústav, deutsch Nationale Denkmalbehörde) seit 1987 geführt wird und an die seit dem Jahr 1850 geschaffenen Listen anschließt.

## Denkmalgeschützte Objekte nach Ortsteilen

### Kokašice
| Lage                                               | Objekt                                                      | Beschreibung                                                                 | ÚSKP-Nr.                  | Bild             |
| -------------------------------------------------- | ----------------------------------------------------------- | ---------------------------------------------------------------------------- | ------------------------- | ---------------- |
| 3,5 km westlich von Konstantinovy Lázně (Standort) | Burg Krasíkov (Schwanberger) mit Kirche hl. Maria Magdalena | Burg Krasíkov (Schwanberger) mit Kirche hl. Maria Magdalena, Ruine           | 45531/4-1781 Info Katalog | weitere Bilder   |
| Kokašice ()                                        | Bavůrkův Sühnekreuz                                         | Sühnekreuz sogenannt Bavůrkův                                                | 104706 Info Katalog       |                  |
| Kokašice ()                                        | Wallburg Milkovské Čihadlo                                  | befestigte Höhensiedlung - Wallburg Milkovské Čihadlo, archäologische Spuren | 17260/4-3792 Info Katalog |                  |
| Kokašice 22 (Standort)                             | Bauernhof Nr. 22                                            | Bauernhof                                                                    | 15697/4-1778 Info Katalog | Bauernhof Nr. 22 |
| Ovčí vrch, Kokašice (Standort)                     | Denkmal Bauernaufstand - Pfeiler und Kapelle                | Denkmal Bauernaufstand - Pfeiler und Kapelle                                 | 15213/4-1782 Info Katalog | weitere Bilder   |
| Kokašice ()                                        | Marterl                                                     | Marterl                                                                      | 28544/4-1779 Info Katalog |                  |